# پل جانسون (بازیکن فوتبال، زاده ۱۹۹۲)
پل جانسون (انگلیسی: Paul Johnson؛ زادهٔ ۵ آوریل ۱۹۹۲) بازیکن فوتبال اهل بریتانیا است.
از باشگاه‌هایی که در آن بازی کرده‌است می‌توان به باشگاه فوتبال سلتیک نیشن، باشگاه فوتبال وورکینگتون ای. اف. سی، باشگاه فوتبال دارلینگتون، باشگاه فوتبال اسپنیمور تاون، و باشگاه فوتبال هارتل پول یونایتد اشاره کرد.